# Sabbioneta
Sabbioneta (lombardul: Sabiunèda) település Olaszországban, Lombardia régióban, Mantova megyében. Lakosainak száma 4096 fő (2023. január 1.). Sabbioneta Casalmaggiore, Commessaggio, Rivarolo del Re ed Uniti, Spineda és Viadana községekkel határos.

## Népesség
A település lakossága az elmúlt években az alábbi módon változott:
| Lakosok száma | 4251 | 4216 | 4159 | 4096 |
|               | 2015 | 2017 | 2018 | 2023 |

## További információk

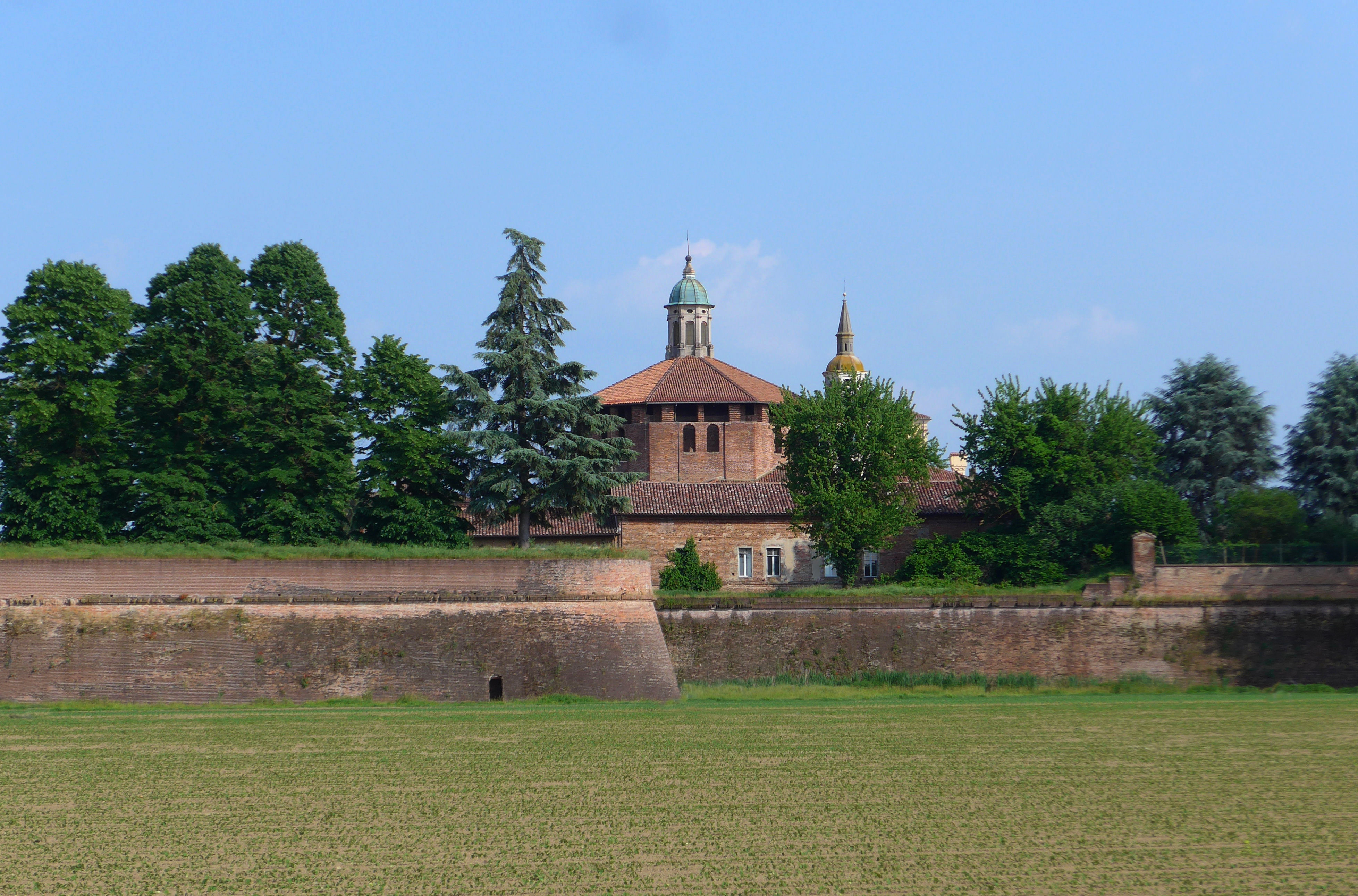
Sabbioneta